# Schistura quasimodo
Schistura quasimodo е вид лъчеперка от семейство Nemacheilidae. Видът е застрашен от изчезване.

## Разпространение
Разпространен е в Лаос.